# Henderson (Buenos Aires)
Henderson é a principal cidade do partido de Hipólito Yrigoyen no centro-oeste da província de Buenos Aires na Argentina.